# Massimiliano Menichetti
Massimiliano Menichetti (Roma, 27 aprile 1971) è un giornalista italiano, dal 2 settembre 2019 dirige in qualità di responsabile editoriale Radio Vaticana – Vatican News, il 18 luglio 2024 è stato nominato da papa Francesco vice-direttore editoriale dei media vaticani .

## Biografia
Laureato in Giurisprudenza all'Università degli Studi di Roma "La Sapienza", è diventato giornalista pubblicista nel 1998 e giornalista professionista nel 2004. 
La passione per il giornalismo nasce durante gli anni dell'Università dove inizia a collaborare con la periferica radio parrocchiale romana SCR (Servizio Culturale Radiofonico). L’incontro con Angela De Leo, Primo Leone e poi con Daniele Giancane lo conduce, negli anni '90, ad una serie di reading letterari. Sarà autore di diverse liriche pubblicate in antologie, raccolte e riviste. Tra queste: Il sole nella città (1996), L’inquieto vivere (1998) Besa Ed.; Il sogno ad occhi aperti (1998) e L’anima allo Specchio (1999) La Vallisa. Il segreto della tenerezza (2002) Besa Ed. Inizia a lavorare a Radio Vaticana durante il Giubileo del 2000, negli anni si occupa di attualità vaticana, internazionale ed italiana, segue con particolare continuità tematiche legate alla famiglia e alla bioetica, è conduttore del radio giornale, inviato, autore di format web e radiofonici tra cui lo speciale per i 750 anni della nascita di Dante Alighierie molti altri. Per nove mesi, nel 2003, pur continuando a collaborare con la Radio del Papa, lavora presso la neonata agenzia di stampa radiofonica GRT, dove viene assunto in qualità di caposervizio.
Segue presso il Tribunale della Città del Vaticano tutte le udienze dei processi sulla fuga di informazioni riservate: Vatileaks 1 e Vatileaks 2. Scrive insieme a p. Federico Lombardi "Vatileaks 2 - Il Vaticano alla prova della giustizia umana" (Rizzoli ed.). Nel 2011 è inviato sull'isola siciliana di Lampedusa, che in quei mesi affronta l'emergenza immigrazione, da quell'esperienza nasce l’instant book "Lampedusa report - I volti invisibili di un’isola cristiana". Tornerà a Lampedusa due anni dopo seguendo il primo viaggio di papa Francesco. È tra i redattori di Radio Vaticana a realizzare i primi servizi sulle omelie di papa Francesco a Casa Santa Marta raccolti anche nel volume edito da Rizzoli: “La Verità è un incontro”. 
Nel 2015 inizia il processo di riforma dei media vaticani e su incarico del Prefetto, mons. Dario Edoardo Viganò, lavora come vice coordinatore del Centro editoriale multimediale del portale Vatican News. Sperimenta linguaggi e modelli narrativi multidevice che sfociano, durante il Sinodo per i giovani (2018) in nuove nuove strategie comunicative video nell’ambito dei social media, web e radio. Nel 2019 il Prefetto Paolo Ruffini lo nomina Responsabile di Radio Vaticana Vatican News. Implementa e sviluppa l'attività del gruppo "Multi Media", che successivamente trasforma in una redazione creativa multiservizi in grado di strutturare prodotti sia per le redazioni interne, sia per soggetti esterni. Sviluppa sinergie tra le redazioni multilinguistiche di Radio Vaticana - Vatican News, L'Osservatore Romano e la LEV, favorendo ed intensificando  la multimedialità.    
Ha tenuto docenze di giornalismo in diverse Università tra cui: l’Università degli Studi Internazionali di Roma; l’Università degli Studi la Sapienza; l’Università Cattolica del Sacro Cuore di Brescia; la Pontificia Università Gregoriana; Pontificia Facoltà Teologica “San Bonaventura” Seraphicum. Nel 2021 un suo contributo sulla forma della comunicazione vaticana viene raccolto nel libro Evoluzione dell'informazione cattolica. Ha moderato incontri e tavole rotonde. Attualmente coordina anche il Centro Editoriale Multimediale di Vatican News, realtà che organizza la produzione, audio, video, testo, di 34 divisioni linguistiche e fino al 3 dicembre 2020 ha gestito i social dei media del Dicastero per la Comunicazione della Santa Sede.

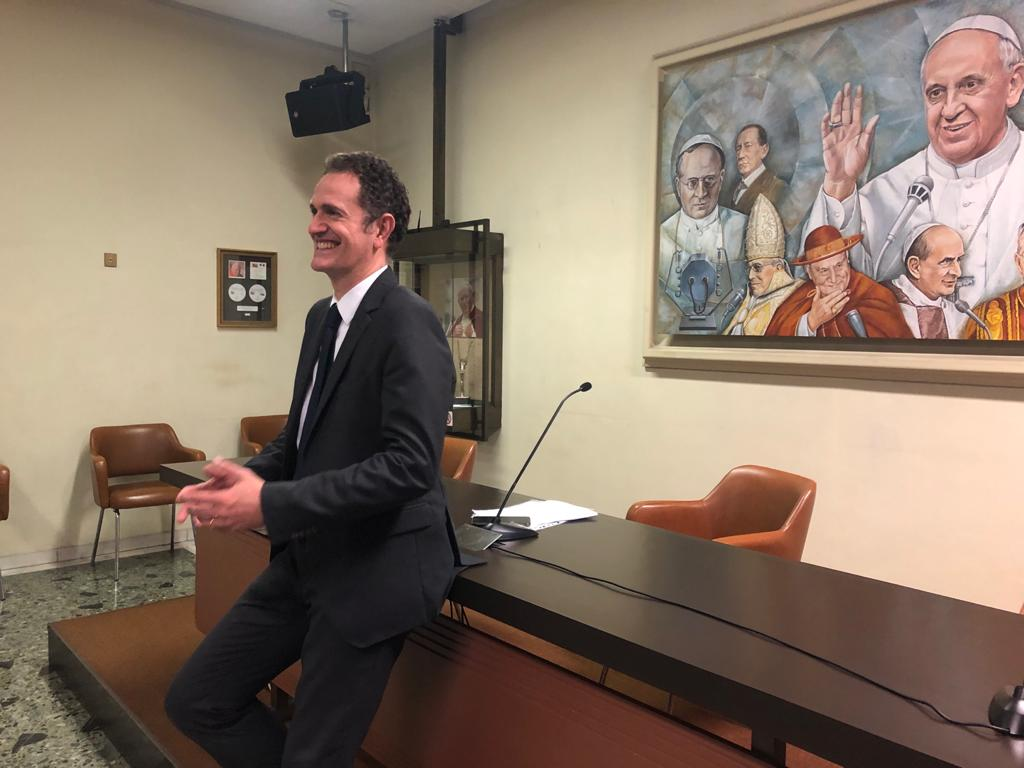
Massimiliano Menichetti nel 2020

Il giorno dopo la decisione di papa Francesco di celebrare in diretta la Messa a Casa Santa Marta (9 marzo 2019), durante la pandemia da Covid-19, avvia su Radio Vaticana un nuovo programma audio, scaricabile in podcast, "per non lasciare nessuno da solo". Grazie ad un consistente lavoro di squadra rende disponibili su Vatican News la sezione "audiolibri" e contemporaneamente struttura sul portale, in cinque lingue (italiano, inglese, spagnolo, francese e portoghese), delle paginededicate alla pandemia, per informare, raccogliere e condividere storie: per "portare quello sguardo più grande che sgorga dal Vangelo, capace di riempire i cuori". L'iniziativa si evolve nel progetto multilingue "Speciale Covid-19, Oltre la crisi" e nel progetto web/social "Covid Project" sviluppato insieme al Dicastero per lo Sviluppo Umano Integrale. 
Promuove e struttura nel 2021 il concerto nella Cappella Sistina per i 500 anni dalla morte del compositore Josquin Desprez e agli inizi del 2022 la partecipazione ufficiale di Radio Vaticana - Vatican News al I Festival di Sanremo dedicato alla Christian Music. Durante la guerra in Ucraina aderisce all’iniziativa, a favore della pace del dialogo, Beethoven call for solidarity, della European Broadcasting Union, la maggiore associazione mondiale dei media di servizio pubblico, di cui la Radio Vaticana è membro fondatore. Il 21 marzo 2022 intensifica le trasmissioni in onda corta verso l’Ucraina e la Russia: “Una decisione - spiega - condivisa con tutto il gruppo dirigente del Dicastero per la Comunicazione, per meglio rispondere alla missione dell'emittente: portare in tutto il mondo la speranza, la parola del Papa e la lettura dei fatti attraverso la luce del Vangelo". 
Nel 2022 sostiene e sviluppa l’dea di commissionare al M° Marcello Filotei della redazione “Musicali” della Radio Vaticana, una meditazione su “Septem verba Christi in cruce” di Joseph Haydn. Nasce “7”. L’opera vede la partecipazione dell’ensemble Ars Ludi e della Cappella musicale Pontificia Sistina, viene trasmessa dai media vaticani in prima mondiale radiofonica il 2 aprile del 2023 alle 00.01 ora di Roma e successivamente dal circuito Euroradio nell’ambito della Stagione dei concerti e in occasione del progetto Holy Week.
Nello stesso anno consolida la redazione podcast di Radio Vaticana – Vatican News che ha il compito di sperimentare linguaggi, stimolare e formare le redazioni linguistiche della testata in questo ambito. Sul sito fioriscono tantissimi prodotti come: “Vatican ViewPoint” che in inglese guarda da Roma la Chiesa nel mondo, in francese “Vox Mundi” parla di umanità, spiritualità, storia e cultura. Il podcast audio video è “Estudio 9” che in spagnolo propone interviste sull’attualità, mentre “Pagine di storia” in bielorusso racconta le vicende di persecuzione ed eroismo dei cattolici bielorussi tra il XIX e il XX secolo. Grazie all'archivio storico della Radio Vaticana nasce “Papale Papale”: un podcast con le voci e le riflessioni dei Successori di Pietro.
In vista della ripresa dei lavori del "Sinodo sulla sinodalità" in Vaticano, il 25 settembre 2023 vara la prima edizione del Giornale Radio Flash in lingua italiana. L'offerta informativa della Radio del Papa ha ora un'edizione di un minuto ogni ora, che si aggiunge a quella internazionale delle ore 8.00 e a quella delle ore 14.00, incentrata sui temi riguardanti il Papa, il Vaticano, la Chiesa, il mondo -. L'ultimo appuntamento con l'informazione, alle ore 18.00, guarda all'Italia ed è trasmesso grazie alla sinergia con Radio InBlu della Conferenza Episcopale italiana. L'8 gennaio del 2024, guardando al Giubileo del 2025, inizia la sperimentazione della radiovisione sui social media  con il programma "Radio Vaticana con Voi" e contemporaneamente implementa i processi per la ristrutturazione delle regie, con orizzonte multimediale e multicanale, al fine di offrire ad ogni fascia d'età uno spazio d'informazione, vicinanza, dialogo e incontro. Il 30 marzo 2025 ripristina l’edizione domenicale del Radio Giornale delle ore 14 in lingua italiana nel nuovo formato di dieci minuti ed aggiunge alle ore 19 dal lunedì al sabato, un’edizione flash di due minuti. Il 21 aprile annuncia in radio visione, dalla regia 9 della Radio Vaticana, la morte di papa Francesco, avvenuta alle 7.35 in Casa Santa Marta. Il 26 aprile Radio Vaticana - Vatican News diffonde in 15 lingue la teleradiocronaca dei funerali del Papa, mentre la copertura del sistema informativo vaticano è in 56 lingue.

## Riconoscimenti
- 2024 Premio Speciale Palma Bianca[30]
- 2024 Francigena Fidenza Award[31]
- 2018 Premio "Innovazione tecnologica" al Festival giornalisti del Mediterraneo[32].
- 2014 Premio Città di Otranto[33].
- 2001 Menzione Speciale al Premio giornalistico Calderoni.